# Lavafeld

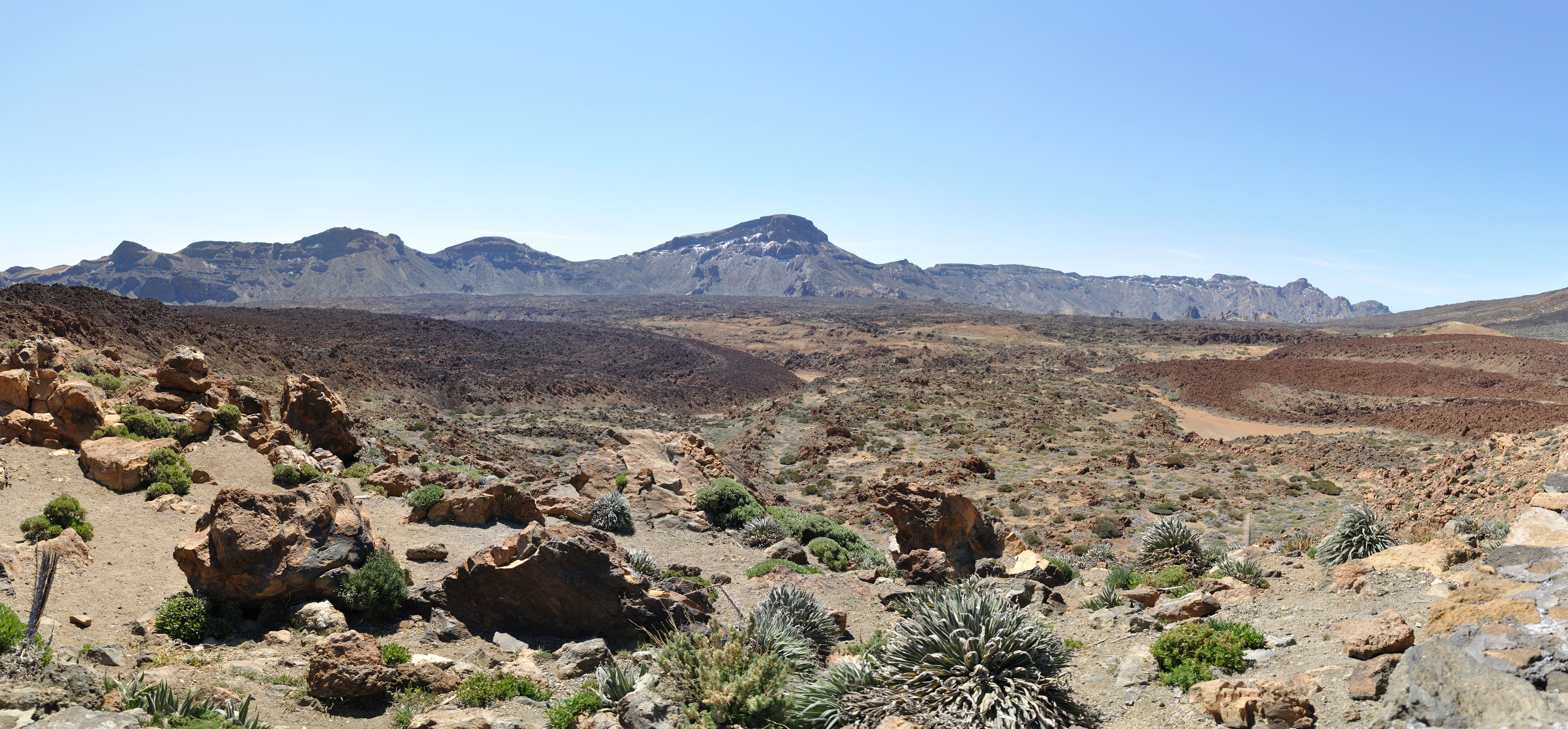
Lavafelder in der "Caldera de las Cañadas" auf Teneriffa.

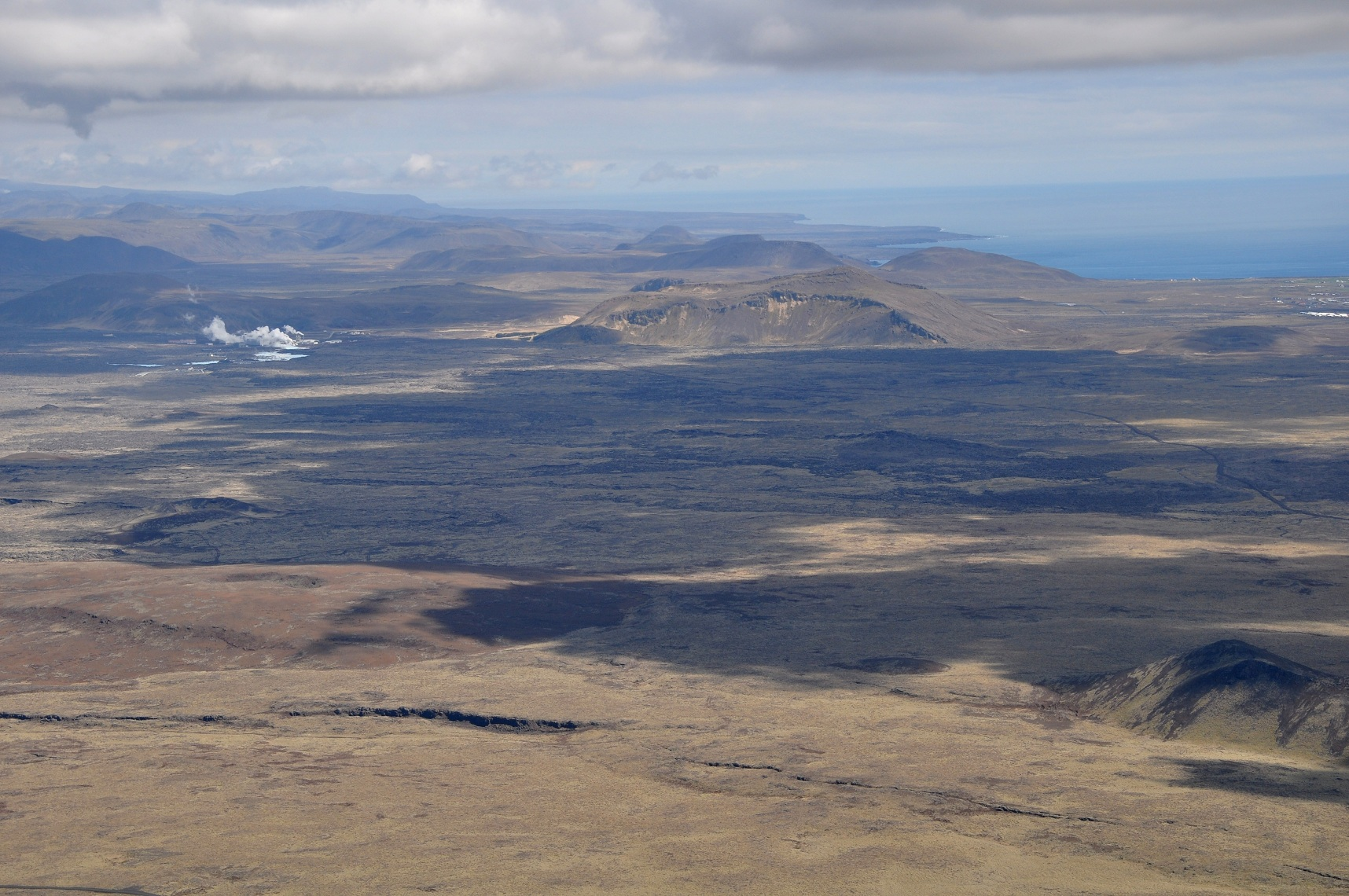
Lavafelder auf der Reykjanes-Halbinsel, Island.

Lavafeld ist die Bezeichnung für großflächige Ablagerungen von Lava nach einem Vulkanausbruch. Es entsteht meistens nach Ausbrüchen von Spaltenvulkanen, wenn die aus dem Vulkan herausgeflossene Lava erkaltet und sich am Fuße des Berges ablagert. Je nach Silizium-Gehalt der Lava, der die Zähe und die spätere Farbe der Lava bestimmt, können die Lava-Ablagerungen unterschiedlich groß werden.

## Beispiele
Beispiele für große Lavafelder sind das Lava Beds National Monument und die Craters of the Moon in den USA sowie das Ódáðahraun in Island.